# Nématode du soja
Heterodera glycines
Espèce
Heterodera glycines (nématode du soja) est une espèce de nématodes de la famille des Heteroderidae, originaire d'Asie.
Ce ver nématode est un parasite végétal, fléau des champs de soja (Glycine max) à travers le monde. Il infecte d'abord les racines du végétal puis la femelle du nématode se transforme finalement en un kyste. L'infection se manifeste par divers symptômes dont la chlorose des feuilles et des tiges, la nécrose des racines, l'absence de graines, de racines et de germination.
Apparu dans les cultures américaines dans les années 1950, faisant parfois chuter les rendements de 75 %, le nématode du soja  coûterait aux producteurs de ce pays des pertes de récolte estimées à 500 millions de dollars par an.
La propagation de ce parasite est également préoccupante pour l'agriculture en Amérique du Sud et en Asie.

## Distribution et habitat
On pense que le nématode du soja est originaire d'Asie. Il fut d'abord identifié aux États-Unis en 1954 et se répandit en même temps que la culture du soja se développait à travers le monde. Ce ver a également été trouvé en Colombie dans les années 1980, puis plus récemment dans les grands pays producteurs de soja que sont l'Argentine et le Brésil. On l'a également découvert en Iran et en Italie.

## Biologie
La larve du nématode ne peut pénétrer dans les racines qu'une fois parvenue au second stade de maturité (stade J2 ; le stade J1 est le stade embryonnaire à l'intérieur de l'œuf, tandis que les stades 3 et 4, nymphe et chrysalide, se développent à l'intérieur des racines). Pour pénétrer dans les racines, les larves se frayent un chemin à travers les cellules végétales jusqu'au tissu vasculaire où elles sucent la sève. Les larves déclenchent une division cellulaire à l'intérieur des racines, qui leur crée un site de fixation spécifique dans le végétal. En se nourrissant, le nématode grossit : la partie postérieure des femelles enfle même à tel point que leur corps fait éclater la paroi externe des racines, rendant ainsi le parasite visible à l'œil nu. Le mâle, qui, en revanche, s'allonge et prend véritablement la forme d'un ver, quitte la racine pour aller fertiliser les femelles. La femelle continue à se nourrir tandis que son corps se remplit de 200 à 400 œufs, jusqu'à ce qu'elle meure. Le cadavre de la femelle, gorgé d'œufs, est appelé kyste. Les œufs n'éclosent que lorsque les conditions de survie dans le sol leur sont favorables ; dans le cas contraire, l'œuf peut rester vivant dans le sol sans éclore plusieurs années de suite. Bien que le soja soit l'hôte primaire ordinaire du nématode du soja, d'autres légumineuses peuvent servir d'hôte...

## Pathologie
Les symptômes aériens ne sont pas spécifiques du nématode du soja : ils peuvent refléter une déficience nutritionnelle de la plante, notamment un déficit de fer, la sécheresse, l'emploi d'un herbicide agressif ou d'autres maladies. Un premier signe d'infection est la présence de feuilles jaunes à croissance anémiée. Cet agent pathogène peut également être décelé sur les racines, mais non sans difficulté, car des racines anémiées peuvent également caractériser un stress hydrique ou toute autre maladie. Le seul facteur concluant est la découverte de femelles adultes et de  kystes sur les racines.

## Moyens de lutte

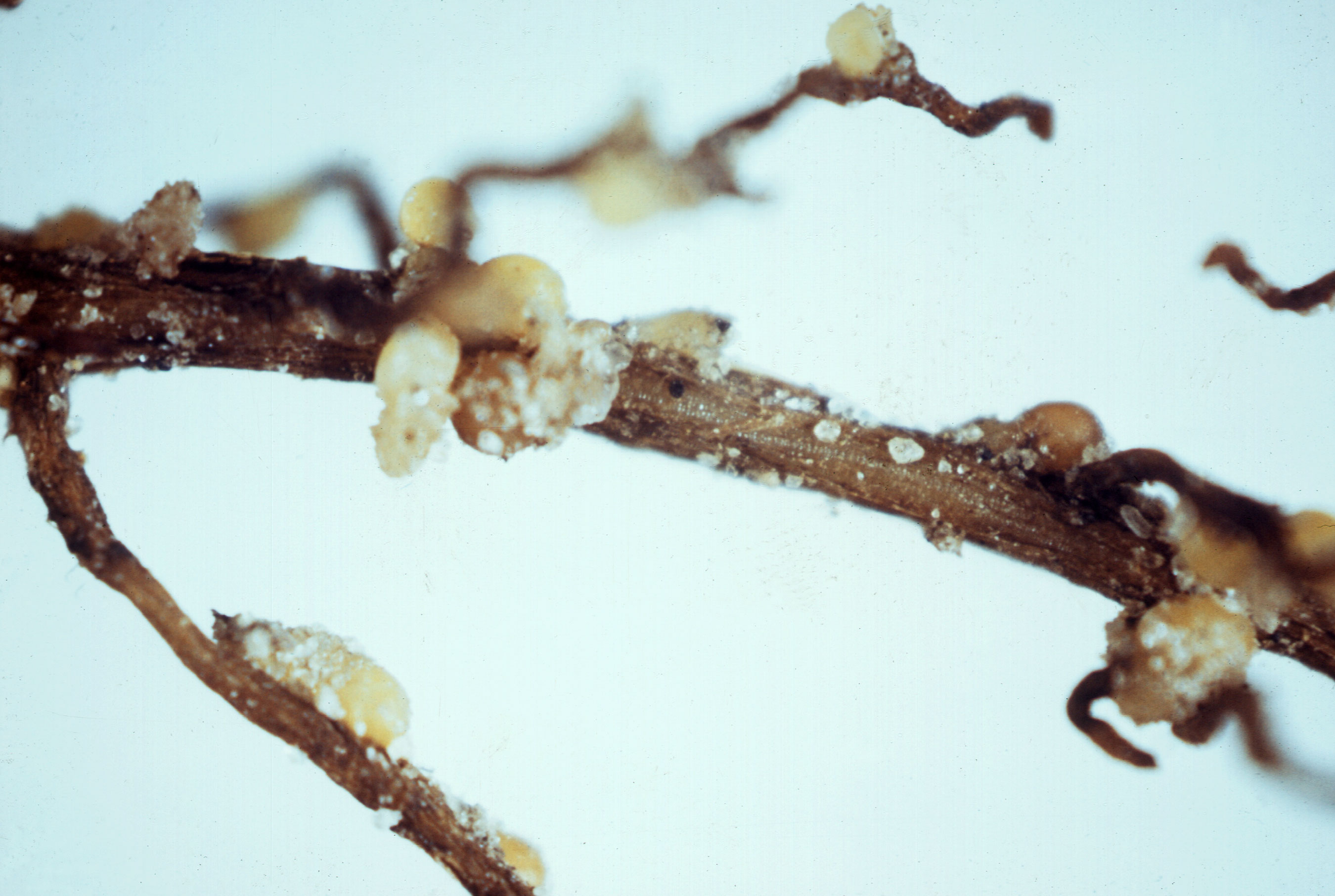
Segment d'une racine de soja infectée par le nématode : les kystes blancs à roux gorgés d'œufs et collés à la surface des racines sont caractéristiques de l'infection.

Pour limiter les dommages dus aux nématodes, on peut pratiquer la rotation des cultures ou utiliser des cultivars résistants à ce parasite. Comme ce ver est un parasite obligé (c'est-à-dire qu'il requiert un hôte vivant), une rotation des cultures impliquant des plantes non-hôtes peut diminuer l'attaque des nématodes de façon très significative, et cette technique s'est avérée souvent efficace. Les plantes soumises à un stress environnemental (sécheresse, pauvreté du sol, etc.) s'avèrent plus vulnérables aux nématodes ; par conséquent, de saines pratiques de culture, comme le maintien de la fertilité, de l'alcalinité et de l'humidité du sol permettent de combattre efficacement l'infection. Les nématicides ne sont utilisés qu'en dernier recours compte tenu de leur coût élevé et de leur impact sur l'environnement.